# Adamowo-Dozin
Adamowo-Dozin – część wsi Adamowo w Polsce położona w województwie mazowieckim, w powiecie wyszkowskim, w gminie Długosiodło.
Dawniej wieś Dozin.

## Historia
W latach 1921–1931 wieś leżała w województwie białostockim, w powiecie ostrołęckim, w gminie Długosiodło.
Według Powszechnego Spisu Ludności z 1921 roku wieś zamieszkiwało 58 osób, 23 było wyznania rzymskokatolickiego a 35 ewangelickiego. Jednocześnie 23 mieszkańców zadeklarowało polską przynależność narodową a 35 niemiecką. Było tu 12 budynków mieszkalnych. Miejscowość należała do parafii rzymskokatolickiej w Długosiodle i ewangelickiej w Paproci Dużej. Podlegała pod Sąd Grodzki w Ostrowi i Okręgowy w Łomży; właściwy urząd pocztowy mieścił się w Długosiodle.
W wyniku agresji III Rzeszy na Polskę we wrześniu 1939 wieś znalazła się pod okupacją niemiecką i do wyzwolenia weszła w skład Landkreis Ostenburg Regierungsbezirk Zichenau (rejencja ciechanowska).
W latach 1975–1998 miejscowość należała administracyjnie do województwa ostrołęckiego.